# Петър Вълчанов
Петър Вълчанов е български кино режисьор.

## Биография
Роден е през 1982 г. в Пловдив. Син е на актрисата Ваня Братоева и на художника Вълчан Петров. През 2000 г. завършва Художествената гимназия „Цанко Лавренов“ в Пловдив. След това завършва НАТФИЗ „Кръстьо Сарафов“ със специалност Филмова и телевизионна режисура в класа на проф. Людмил Стайков.

## Творчество
Заедно със съпругата си Кристина Грозева създават късометражния филм „Семейна терапия“ (2008), телевизионния филм „Аварийно кацане“ (2010), „Самбуру“ (2011) и други.
Съвместно пишат и режисират късометражния филм „Скок“ (2012), който е номиниран за Европейските филмови награди през 2013 г. Това е първата българска номинация на късометражен филм за тази награда. „Скок“ получава и Гранд При на Brussels SFF 2013, специална награда за най-добър филм на Busan ISFF 2013 и най-добър филм на Българската филмова академия през 2013 г.
Дебютният им пълнометражен филм „Урок“ (2014) получава огромно международно признание на множество филмови фестивали по света, сред които София Филм Фест и фестивали в Торонто, Сан Себастиан, Варшава, Токио, Солун, Анже, Куенка, Гьотеборг и много други. Големият брой награди и номинации превръща „Урок“ в най-награждавания български филм по света. Филмът „Урок“ е част от трилогия, вдъхновена от вестникарски статии. Петър Вълчанов и Кристина Грозева взимат повод за сюжетите си от истински събития, които развиват във фикция. „Вдъхновяват ни истински истории, които носят абсурд в себе си – казва режисьорският тандем. – Абсурдът в реалността е този елемент, който развихря въображението ни и разпалва творческата ни страст. А от него във вестниците се намира доста. От него се ражда и трагикомизмът, най-важната съставка в нашите филми. И в „Урок“, и в „Слава“ действителната история ни служи само за трамплин, от който да отскочим и да развихрим въображението си. Не мислим за това колко се отклоняваме от реалните събития. Стремим се да създаваме модерни притчи, напълно нов киносвят.“ Инспирацията за първия филм е от заглавие на статия „Учителка обра банка“. Във филма участват Маргита Гошева, Иван Бърнев, Стефан Денолюбов, Иван Савов, Андреа Тодорова, Иванка Братоева и други.
Следващият филм от трилогията е „Слава“. Там сценарият използва за отправна точка истинската история за кантонер, който намира милиони на жп линия и след това ги предава на полицията. Във филма участват Стефан Денолюбов, Маргита Гошева, Китодар Тодоров, Милко Лазаров, д-р Георги Стаменов, Иван Савов, Христофор Недков, Мира Искърова и други. „Слава“ взима много награди на престижни международни кино фестивали в Локарно, Вилнюс, Трансилвания, Тирана, Минск, Люксембург, Дъблин, Единбург и много други. Наред с безбройните номинации и награди, „Слава“ е и българското предложение за наградите Оскар за 2018 г.
Преди последния филм от трилогията на екраните излиза друг филм на тандема – „Бащата“, с участието на Иван Бърнев и Иван Савов. Без да е буквално автобиографична, историята е много лична, а сценарият за нея, дело пак на Грозева и Вълчанов е бил готов още преди този на „Слава“.

## Филмография
- 2004 – „Възкресение“ – късометражен
- 2005 – „Уловени“ – късометражен
- 2008 – „Семейна терапия“ – късометражен (сърежисьор с Кристина Грозева)
- 2010 – „Аварийно кацане“ (сърежисьор с Кристина Грозева)
- 2010 – 2011 – „Стъклен дом“ – телевизионен сериал (6 епизода)
- 2011 – „Домашен арест“ – телевизионен сериал
- 2011 – „Самбуру“ (сърежисьор с Кристина Грозева)
- 2012 – „Скок“ – късометражен (сърежисьор с Кристина Грозева)
- 2012 – 2013 – „Кантора Митрани“ – телевизионен сериал
- 2012 – 2013 – „Къде е Маги“ – телевизонен сериал
- 2013 – „Дървото на живота“ – телевизионен сериал (2 епизода)
- 2013 – „Реки без мостове“ – документален (сърежисьор с Кристина Грозева)
- 2014 – „Урок“ (сърежисьор с Кристина Грозева)
- 2016 – „Откраднат живот“ – телевизионен сериал
- 2016 – „Слава“ (сърежисьор с Кристина Грозева)[4]
- 2019 – „Бащата“ (сърежисьор с Кристина Грозева)